# Llena de dulzura
Llena de dulzura es el nombre de la tercera producción discográfica de la cantante mexicana de pop latino Yuri; salió a la venta el 25 de noviembre de 1981, el álbum fue producido por el productor argentino Rafael Trabucchelli; con este álbum se consolidó como una intérprete de canciones Pop y Balada en todo el País, América Latina y España.

## Antecedentes
Después del éxito obtenido con su disco "Esperanzas"; Yuri participa por segunda ocasión en el Festival OTI México con el tema “Deja” del excelente cantautor mexicano José María Napoleón quedando en tercer lugar, y ganando el premio a la mejor intérprete femenina. Meses después graba su tercer disco producido por el argentino Rafael Trabucchelli con temas de varios autores, como Roque Narvaja, José Luis Perales, Marisol Perales y Amado Jaén, entre otros.
Este álbum es uno de los más importantes en su carrera ya que, en 1981 y con tan solo 17 años, se consolida como cantante dentro de los espacios televisivos de su país y América Latina.

## Realización y promoción
Este álbum se basa, similar que en sus dos pasados discos, en varias versiones tanto de la música en inglés como italiana y entre éstos figuran dos de sus mayores éxitos: Maldita primavera que es la versión en español del tema Maledetta primavera grabada originalmente por la italiana Loretta Goggi, y Este amor ya no se toca que es también la versión al español del tema Questo amore non si tocca escrito y grabado originalmente por el intérprete italiano Gianni Bella.

## Recepción
Se convierte en la primera cantante hispanoamericana en obtener un disco de oro por altas ventas en España y por supuesto que obtiene su primer disco de oro por el éxito del disco en toda Hispanoamérica. 
Por otro lado, en este mismo año en México se decide hacer una campaña en pro de la familia por el Sistema Nacional para el Desarrollo Integral de la Familia (una dependencia del gobierno mexicano) y tomando de pretexto el nacimiento del primer oso panda en cautiverio en México, quien por votación popular llevó el nombre de Tohui, Yuri graba el tema conmemorativo que se edita primero en un sencillo y después lo adjuntan a este LP dicho sencillo vendió más de un millón de copias internacionalmente.

Una artista como Yuri, quien a los 18 años y con tres discos en su haber y ya con varios éxitos, se encontraba en aquella época en el número 1 de popularidad.
En 2007, el canal de videos VH1 eligió los temas "El pequeño panda de Chapultepec" y "Maldita primavera" dentro de su selección de las mejores 100 canciones de los 80.
Llena de dulzura y Mi timidez se logran colocar en la radio nacional.

## Lista de canciones
| N.º | Título                                                | Productor                        | Duración |  |
| 1.  | «Maldita primavera (Maledetta primavera)»             | Rafael Trabuchelli               | 3:55     |  |
| 2.  | «Mi timidez»                                          | Rafael Trabuchelli               | 2:35     |  |
| 3.  | «Rosas y arcoíris (Roses and rainbows)»               | Rafael Trabuchelli               | 3:05     |  |
| 4.  | «Y sólo tú»                                           | Rafael Trabuchelli               | 3:35     |  |
| 5.  | «Llena de dulzura»                                    | Rafael Trabuchelli               | 2:25     |  |
| 6.  | «Frente a frente»                                     | Manuel Alejandro y Ana Magdalena | 3:20     |  |
| 7.  | «Este amor ya no se toca (Questo amore non si tocca)» | Rafael Trabuchelli               | 3:55     |  |
| 8.  | «Te estoy queriendo tanto»                            | Rafael Trabuchelli               | 3:20     |  |
| 9.  | «Tu y yo»                                             | Rafael Trabuchelli               | 2:40     |  |
| 10. | «Deja»                                                | Jaramillo Arenas                 | 2:55     |  |
| 11. | «Amores solitarios (Amoureux solitaries)»             | Rafael Trabuchelli               | 3:35     |  |
| 12. | «Menta y limón (Espero despierto la mañana)»          | R. Narvaja, Quiroga              | 3:25     |  |